# The Jump Off
The Jump Off è un singolo della rapper statunitense Lil' Kim, pubblicato nel 2003 ed estratto dal suo terzo album La Bella Mafia. 
Il brano vede la collaborazione di Mr. Cheeks.

## Tracce
- Promo CD (USA) Remix

1. The Jump Off (Remix) (Clean) – 4:26
2. The Jump Off (Remix) (Dirty) – 4:26
3. The Jump Off (Remix) (Acapella) – 4:26

- Promo CD (USA)

1. The Jump Off (Clean) – 3:54
2. The Jump Off (Instrumental) – 3:58
3. The Jump Off (Album Version) – 3:58

## Video musicale
Il videoclip della canzone è stato diretto da Benny Boom.